# Elk (Wisconsin)
Elk es un pueblo ubicado en el condado de Price en el estado estadounidense de Wisconsin. En el Censo de 2010 tenía una población de 988 habitantes y una densidad poblacional de 7,12 personas por km².

## Geografía
Elk se encuentra ubicado en las coordenadas 45°40′30″N 90°30′52″O / 45.67500, -90.51444. Según la Oficina del Censo de los Estados Unidos, Elk tiene una superficie total de 138.77 km², de la cual 131.81 km² corresponden a tierra firme y (5.01%) 6.96 km² es agua.

## Demografía
Según el censo de 2010, había 988 personas residiendo en Elk. La densidad de población era de 7,12 hab./km². De los 988 habitantes, Elk estaba compuesto por el 97.98% blancos, el 0.1% eran afroamericanos, el 0.1% eran amerindios, el 0.4% eran asiáticos, el 0% eran isleños del Pacífico, el 0.2% eran de otras razas y el 1.21% pertenecían a dos o más razas. Del total de la población el 1.11% eran hispanos o latinos de cualquier raza.